# Bergvattsdalen
Bergvattsdalen är ett naturreservat i Årjängs kommun i Värmlands län.
Området är naturskyddat sedan 2003 och är 25 hektar stort. Reservatet omfattar två bäckar med mellanliggande höjd. Reservatet består av granskog med inslag av lövträd och på höjderna av tallskog. 